# مجرم مع مرتبة الشرف (فلم)
مجرم مع مرتبة الشرف  فيلم دراما وجريمة مصري  من تأليف وإخراج مدحت السباعي عام 1998. الفيلم من بطولة رغدة، هشام عبدالحميد، محمد وفيق، عبدالعزيز مخيون، ماجدة الخطيب، وسعيد صالح. تدور الأحداث حول السجين فؤاد الذي يتورط في مهمة تهريب «دنيا» التي كانت مضرة للسرقة لإنقاذ ولدها، ويصادف الثنائي «فؤاد ودنيا» المصاعب للوصول لبر الأمان.
صدر الفيلم إلى دور العرض المصرية في 7 أبريل 1998.
منح موقع قاعدة بيانات الأفلام على الإنترنت (IMDB) الفيلم درجة 4.2/ 10.
منح موقع قاعدة بيانات الأفلام العربية «السينما.كوم» الفيلم درجة 4/ 10.

## طاقم التمثيل
هشام عبد الحميد: في دور المهندس فؤاد
رغدة: في دور دنيا عبد الرازق
محمد وفيق: في دور قدري كمال
عبد العزيز مخيون: في دور عماد
ماجدة الخطيب: في دور سامية
سعيد صالح: في دور منصور (صديق فؤاد)
السيد راضي: في دور محروس
سيف عبد الرحمن: في دور ضابط أمن الدولة
سعد أردش: في دور القاضي
مجدي كامل: في دور أحمد كامل
محمد شرف: في دور شاكر
عفاف رشاد: في دور صحفية
محمود العراقي: في دور مرسي (أمير الجماعة)
خيري حسن: في دور مذيع التلفزيون
كوثر رمزي: في دور مدرسة (في الاتوبيس)
فؤاد المهندس: في دور مشاهد صامت (في قاعة المحكمة)
بالاشتراك مع: عبد الجواد متولي - أحمد مصطفى - سيد مصطفى - صالح العويل - محمد مندور - رمزي غيث - عبد العاطي صالح - الأطفال: جيهان كريم ضياء الدين – شيرين أسامة سمير.

## أحداث الفيلم
يقضي فؤاد (هشام عبد الحميد) مدة عقوبته في السجن في قضية سرقة، ويفرج عنه بعد انقضاء مدة سجنه. يتورط فؤاد في تهريب لص متنكر والذى يكتشف أنه امرأة تدعى دنيا (رغدة) التي تخبر فؤاد أنها كانت أول سابقة لها في السرقة، وأنها حاولت السرقة لإنقاذ حياة ابنتها. يلجأ فؤاد لصديقه منصور (سعيد صالح) الذي يأويه في منزل مهجور، ويكتشف فؤاد حقيقة صديقه منصور الذي يطمع في المال الذي بحوزته. يلوذ فؤاد بالفرار ومعه دنيا إلى صديقه مرسي (محمود العراقي) المتخصص في إيواء الهاربين والذي يعقد صفقة مع فؤاد ودنيا بالسطو على خزينة أحد محال المجوهرات في مقابل أن يقوم فؤاد ودنيا بتسهيل هروبه خارج البلاد. أثناء تنفيذ هذه الصفقة، يكتشف فؤاد أن الإرهابيين يخططون لتفجير أتوبيس أطفال، ويقوم بإبلاغ رجال الشرطة بموعد ومكان العملية الإرهابية. ينتهى الأمر بإنقاذ الأطفال وقيادة فؤاد للأتوبيس وتركه يهوى من هضبة عالية بالمقطم، ويقبض على فؤاد ودنيا، ويحكم عليهم مع إيقاف التنفيذ تقديرا لدورهم الوطني.

## روابط خارجية
- مقالات تستعمل روابط فنية بلا صلة مع ويكي بيانات
- مجرم مع مرتبة الشرف على موقع الدهليز
- مجرم مع مرتبة الشرف على موقع كاروهات

https://letterboxd.com/film/mogrem-maa-martabet-el-sharaf/ مجرم مع مرتبة الشرف (فيلم)
https://www.themoviedb.org/movie/549788-mogrem-maa-martabet-el-sharaf مجرم مع مرتبة الشرف (فيلم)